# The Girl Who Came Back (film fra 1918)
The Girl Who Came Back er en amerikansk stumfilm fra 1918 af Robert G. Vignola.

## Medvirkende
- Ethel Clayton som Lois Hartner
- Elliott Dexter som George Bayard
- Theodore Roberts som Michael Hartner
- James Neill
- Charles West som Ralph Burton